# VIA Nano
Le VIA Nano (ancien nom de code Isaiah) est un processeur 64 bits compatible x86 destiné au segment mobile de l'embarqué. Le processeur est en vente exclusivement pour les OEM. Le Nano a été annoncé fin mai 2008, soit peu après celle de l'Intel Atom son principal concurrent, après cinq années de développement par sa division CPU Centaur Technology (en). Elle est accompagnée peu après par la sortie de la révision 2.0 du format mini-ITX incluant le support du processeur et d'un bus PCIe 16x. Il se base sur une nouvelle architecture 64 bits conçue ex nihilo et dévoilée le 24 janvier 2008. Le processeur prend en charge un certain nombre d'extensions x86 spécifiques à VIA visant à améliorer l'efficacité des appareils de faible puissance. Il est associé à différents chipsets VIA VX800, VX900 ou VN1000. Fer de lance du fondeur VIA, le Nano souffre cependant d'une faible commercialisation dans le domaine grand public.

## Description
- Die : 7,650 mm × 8,275 mm = 63,3 mm2
- Package : 21 × 21 mm
- Transistors : 94 millions
- Compatible broche à broche avec les autres processeurs VIA (VIA C7, C7-M et Eden).

### Plate-forme VIA

#### Chipset VX800
Le Vx800 est un chipset produit en 2008 à destination des VIA Nano et C7. Sa conception est aussi rudimentaire que le Intel 945GSE qui équipe l'Atom tout comme ses performances 3D. Son cœur graphique est le Chrome9 de S3 Graphics qui supporte l'accélération du décodage vidéo des formats MPEG2, MPEG4, WMV9, VC1 et DivX. Sa consommation générale est de 5 W.

### Plate-forme ION (NVIDIA)
En avril 2008 des rumeurs indiquaient que NVIDIA collaboraient avec VIA pour concevoir des chipsets reposant sur le MCP79 pour ses plateformes basse consommation à base de Nano. Les chipsets devaient permettre de prendre en charge le décodage des Blu-ray, le support de l'interface Aero apparue avec Windows Vista grâce au support de DirectX 10. La plate-forme devait être disponible pour le 1er trimestre 2009. Elle avait pour charge de concurrencer les Atom à base de Silverthorne (plate-forme Menlow) et Diamondville (plate-forme Shelton) mais certains ont suspecté NVIDIA de monter les enchères vis-à-vis d'Intel pour développer sa plate-forme ION couplée avec un Atom. Puis en novembre 2008, NVIDIA et VIA annonçaient mettre fin à leur collaboration mais NVIDIA confirma son intérêt pour la plate-forme VIA en février 2009. Peu après Acer indiquait vouloir proposer une version de son nettop Hornet sur la base d'un VIA Nano associé à une plate-forme ION.

### Plate-forme Trinity (S3 Graphics)
À la suite des rumeurs d'abandon du projet de puce ION pour les Nano, VIA se tourna vers un autre fabricant tiers : S3 Graphics avec qui il proposa la plate-forme Trinity. Elle est composée de trois puces : le processeur Nano, le chipset VX800 et une puce graphique S3 Chrome 400 ou 500. Ces dernières sont compatibles DirectX 10.1 et sont dotées d'un moteur de décodage vidéo HD. Étonnamment, le chipset VX800 intègre aussi un circuit graphique, le S3 Chrome9, moins évolué que les GPU S3 Chrome 400 et 500.

## Bug et autres problèmes

### Faible commercialisation
À la suite des annonces du lancement de ses processeurs Nano (mai 2009), VIA n'a rien communiqué sur les débouchés de ces derniers au point que certains se demandaient, six mois plus tard, si le processeur Nano n'était pas finalement mort, VIA n'hésitant pas à proposer des solutions maisons pourvues de processeur Eden ou C7. Finalement Samsung annonça le NC20, un netbook basé sur un Nano U2250 au début de l'année 2009. Mais celui-ci est le seul produit grand public commercialisé en dehors des cartes mères VIA EPIA. De même ni la plate-forme ION, ni la plate-forme Trinity n'ont été commercialisés. Enfin les modèles double cœur (voir plus bas) annoncé pour le début de l'année 2010 n'ont toujours pas été annoncés.

Les annonces se succédant, celui qui fut présenté comme le challenger des Atom, est devenu à force l'arlésienne en l'absence de réelle commercialisation de masse. 

## Gamme

### Série 1000 & 2000
La série 1000 se résume à un unique modèle dont le TDP est de 5 W tandis que la série 2000 est divisée entre la gamme U pour un TDP compris entre 5 et 8 W et la gamme L au TDP supérieur. On remarquera que la nomenclature des processeurs n'est pas logique par rapport à la fréquence des puces mais prend aussi en compte la valeur de consommation au repos qui influence aussi le TDP.
| Modèle     | Cœurs    | Cœurs   | Fréquence | Cache   | Cache | Mult. | Tension | Révision (Sspec) | Consommation | Consommation | Bus           | Socket   | Référence | Commercialisation | Commercialisation | Commercialisation |
| Modèle     | Physique | Logique | Fréquence | L1      | L2    | Mult. | Tension | Révision (Sspec) | au repos     | TDP          | Bus           | Socket   | Référence | Début             | Fin               |                   |
| ---------- | -------- | ------- | --------- | ------- | ----- | ----- | ------- | ---------------- | ------------ | ------------ | ------------- | -------- | --------- | ----------------- | ----------------- | ----------------- |
| Nano L2x00 |          |         |           |         |       |       |         |                  |              |              |               |          |           |                   |                   |                   |
| L2200      | 1        | 1       | 1,6 GHz   | 128 Kio | 1 Mio | ×18   |         |                  | 0,2 W        | 25 W         | FSB à 800 MHz | NanoBGA2 |           | 29 mai 2008       |                   |                   |
| L2100      | 1        | 1       | 1,8 GHz   | 128 Kio | 1 Mio | ×16   |         |                  | 0,5 W        | 17 W         | FSB à 800 MHz | NanoBGA2 |           | 29 mai 2008       |                   |                   |
| Nano U2x00 |          |         |           |         |       |       |         |                  |              |              |               |          |           |                   |                   |                   |
| U2500      | 1        | 1       | 1,2 GHz   | 128 Kio | 1 Mio | ×12   |         |                  | 0,1 W        | 6,8 W        | FSB à 800 MHz | NanoBGA2 |           | 29 mai 2008       |                   |                   |
| U2300      | 1        | 1       | 1,0 GHz   | 128 Kio | 1 Mio | ×7,5  |         |                  | 0,1 W        | 5 W          | FSB à 533 MHz | NanoBGA2 |           | 29 mai 2008       |                   |                   |
| U2250      | 1        | 1       | 1,3+ GHz  | 128 Kio | 1 Mio | ×13   |         |                  | 0,2 W        | 8 W          | FSB à 800 MHz | NanoBGA2 |           | 29 mai 2008       |                   |                   |
| U2225      | 1        | 1       | 1,3 GHz   | 128 Kio | 1 Mio | ×13   |         |                  | 0,2 W        | 8 W          | FSB à 800 MHz | NanoBGA2 |           | 29 mai 2008       |                   |                   |
| Nano U1x00 |          |         |           |         |       |       |         |                  |              |              |               |          |           |                   |                   |                   |
| U1700      | 1        | 1       | 1,0+ GHz  | 128 Kio | 1 Mio | ×10   |         |                  | 0,2 W        | 5 W          | FSB à 800 MHz | NanoBGA2 |           | 29 mai 2008       |                   |                   |

### Série 3000 (E-Series)
La série 3000 dérive de la même architecture que les séries 1000 et 2000. Elle apporte en plus le support du SSE4 et de la virtualisation VIA VT et peut atteindre 2,0 GHz pour le modèle L3100 contre 1,8 GHz pour le L2100. On distingue comme précédemment la gamme L dont la consommation au repos atteint 0,5 W = 500 mW tandis que la gamme U descend à 0,1 W = 100 mW. Ils sont accouplés au chipset VN1000. Selon VIA, la série 3000 est 20 % plus performante tout en étant 20 % plus économe en énergie que la génération des Nano actuels. Les processeurs sont en outre garantis 7 ans.
| Modèle     | Cœurs    | Cœurs   | Fréquence | Cache   | Cache | Mult. | Tension | Révision (Sspec) | Consommation | Consommation | Bus           | Socket   | Référence | Commercialisation | Commercialisation | Commercialisation |
| Modèle     | Physique | Logique | Fréquence | L1      | L2    | Mult. | Tension | Révision (Sspec) | au repos     | TDP          | Bus           | Socket   | Référence | Début             | Fin               |                   |
| ---------- | -------- | ------- | --------- | ------- | ----- | ----- | ------- | ---------------- | ------------ | ------------ | ------------- | -------- | --------- | ----------------- | ----------------- | ----------------- |
| Nano L3x00 |          |         |           |         |       |       |         |                  |              |              |               |          |           |                   |                   |                   |
| L3100      | 1        | 1       | 2,0 GHz   | 128 Kio | 1 Mio | ×15   |         |                  | 0,5 W        | W            | FSB à 533 Mhz | NanoBGA2 |           | 3 novembre 2009   |                   |                   |
| L3050      | 1        | 1       | 1,8 GHz   | 128 Kio | 1 Mio | ×13,5 |         |                  | 0,5 W        | W            | FSB à 533 Mhz | NanoBGA2 |           | 3 novembre 2009   |                   |                   |
| Nano U3x00 |          |         |           |         |       |       |         |                  |              |              |               |          |           |                   |                   |                   |
| U3500      | 1        | 1       | 1,0 GHz   | 128 Kio | 1 Mio | ×10   |         |                  | 0,1 W        | W            | FSB à 800 Mhz | NanoBGA2 |           | 3 novembre 2009   |                   |                   |
| U3300      | 1        | 1       | 1,2 GHz   | 128 Kio | 1 Mio | ×12   |         |                  | 0,1 W        | W            | FSB à 800 Mhz | NanoBGA2 |           | 3 novembre 2009   |                   |                   |
| U3200      | 1        | 1       | 1,4 GHz   | 128 Kio | 1 Mio | ×14   |         |                  | 0,1 W        | W            | FSB à 800 Mhz | NanoBGA2 |           | 3 novembre 2009   |                   |                   |
| U3100      | 1        | 1       | 1,3+ GHz  | 128 Kio | 1 Mio | ×13   |         |                  | 0,1 W        | W            | FSB à 800 Mhz | NanoBGA2 |           | 3 novembre 2009   |                   |                   |

### Nano X2

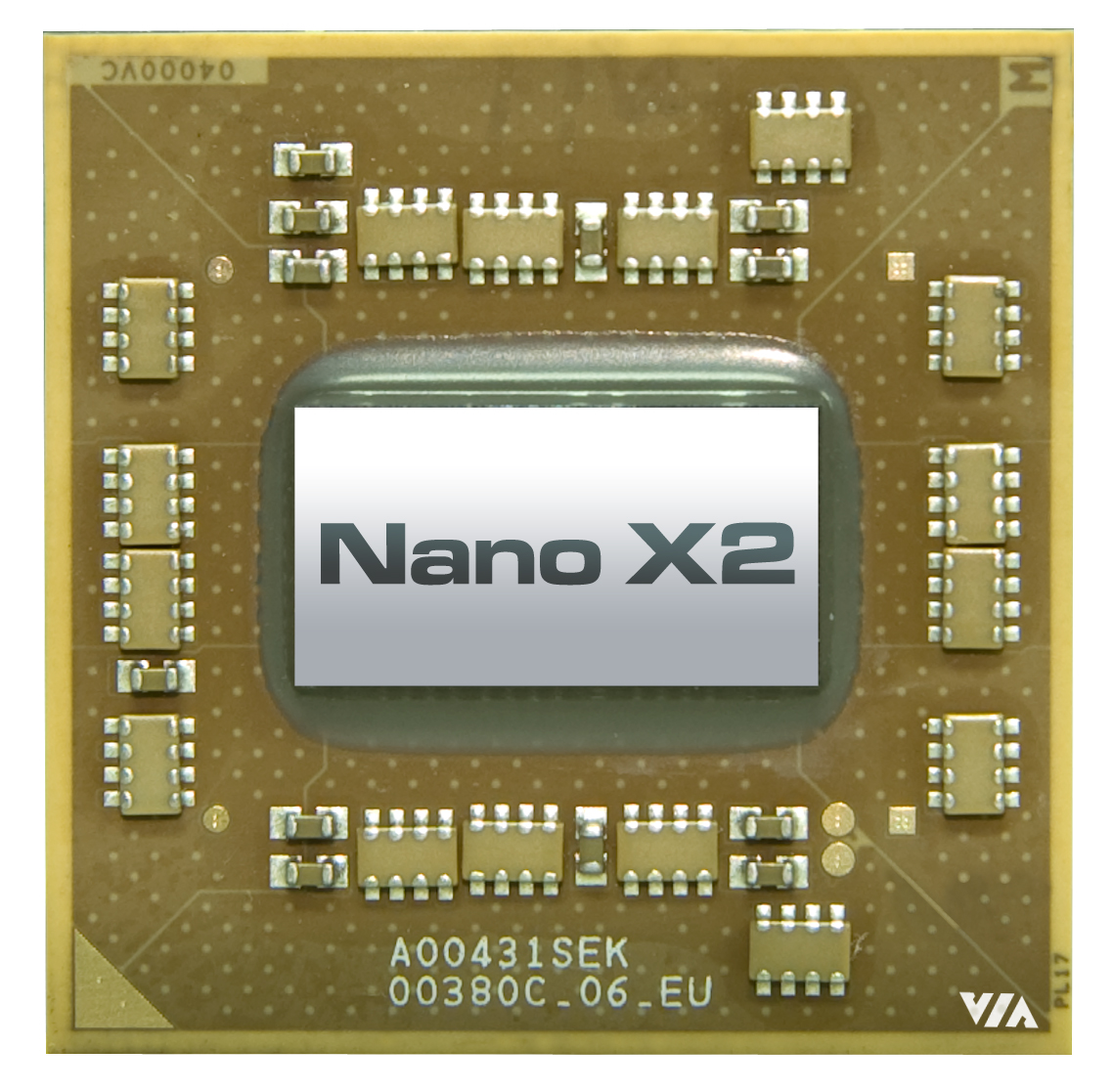
Photo du die du VIA Nano X2

Face à l'apparition de modèle Atom double cœur, VIA se décida à proposer une déclinaison similaire de son Nano. Son développement s'est avéré très long puisqu'il fut annoncé en 2008 pour finalement être commercialisé en janvier 2011. Une première ébauche fut nommée Nano DC. Toujours gravé en 65 nm, la puce devait être présentée lors du CES 2009, mais l'évènement fut annulé. Après un long silence, VIA présenta au cours du Computex 2010 une version cadencée à 1,6 GHz et couplée à un chipset VN1000 pour décoder les flux HD et un IGP Chrome 520. Le fabricant se garda toutefois de préciser une date de commercialisation, mais proposa en novembre 2010 à la presse spécialisée des kits Nano DC + VN1000 implantés sur des cartes-mères ATX. Les tests, effectués ont permis de mettre en évidence des performances supérieur à 30 - 40 % selon les applications face à un Atom D510 mais le Nano DC reste en retrait par rapport à des processeurs de gamme plus élevée comme les Intel Pentium dual-core, les Celeron et dans certains cas les modèles équivalents de chez AMD. Cependant les Nano DC ne brillent pas par leur consommation, qui est de l'ordre du double par rapport aux Atom. Le Nano DC reste en effet gravé en 65 nm contre 45 nm pour le Pineview et ne présente pas une gestion de l'énergie aussi aboutie que celle de son alter ego d'Intel.

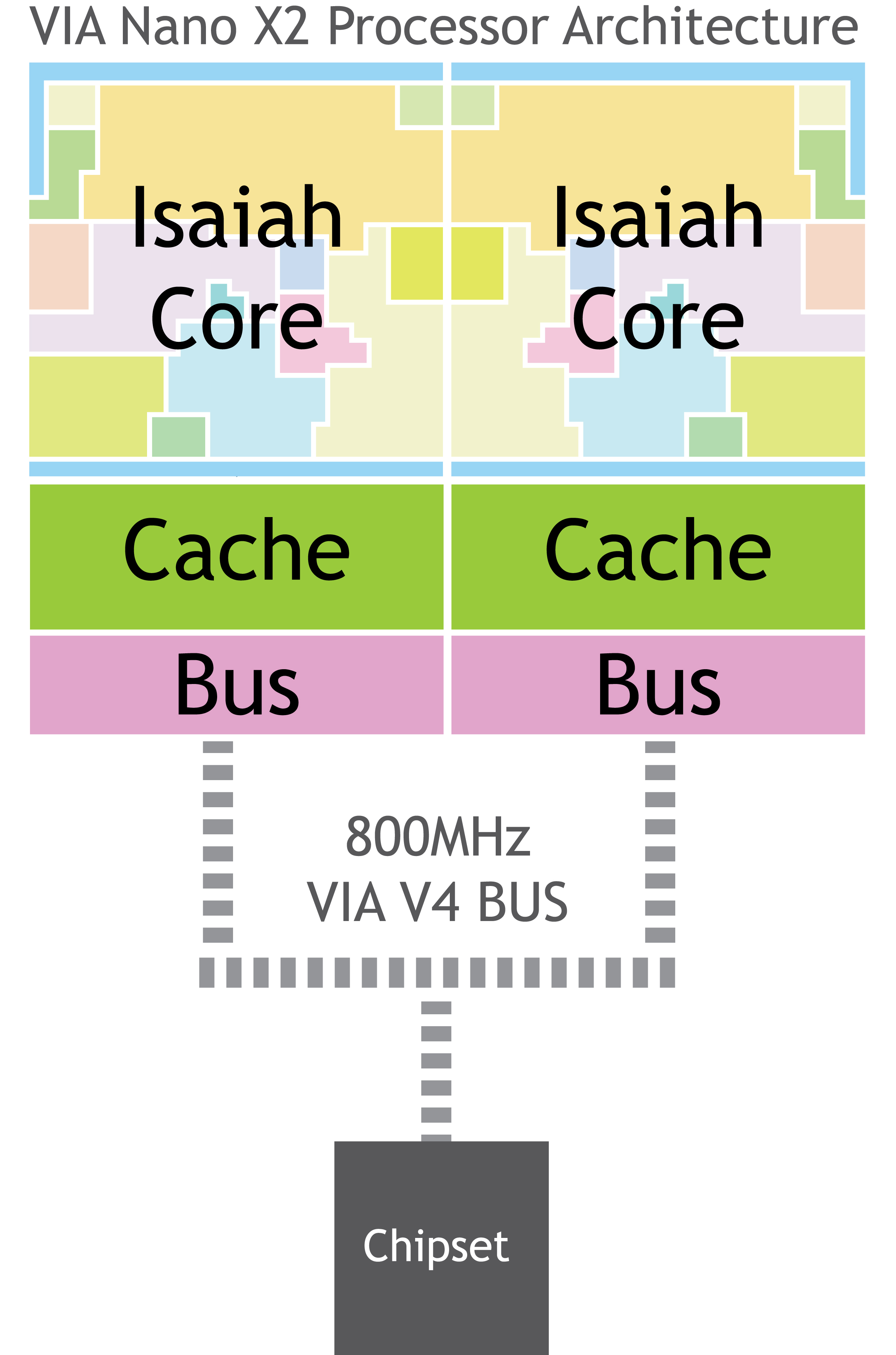
Schéma d'organisation du VIA Nano X2

La version finale fut dévoilée en janvier 2011 alors que VIA prévoyait de la commercialiser avant la fin de l'année 2010, suivie par une version quadri-cœur pour 2011. À cette occasion le Nano DC est renommé en Nano X2 et adopte une gravure 40 nm, géré probablement par TSMC. Elle consiste en l'adjonction de deux puces Isaiah (Nano 3000) sur le même die et reliées entre elles uniquement par un bus système (VIA V4 - 800 MHz) sans cache partagé. Ces processeurs présenteraient un cache L2 de 2 Mo et leur TDP maximum annoncé est de 25 W pour 1,8 GHz soit plus que les derniers Atom Pineview. Le Nano X2 inclut les mêmes instructions que le Nano mono-cœur, à savoir le jeu SS4, les instructions 64 bit, PadLock et la technologie de virtualisation VIA. Il est en outre compatible pin-pin avec les précédents modèles VIA.

### Nano Quad-core
Pour contrer la concurrence des Intel Atom et autres AMD APU Brazos, VIA a décidé de dévoiler une déclinaison quad-cœur de son Nano X2. Le Nano Quad-core consiste en la combinaison de deux Nano X2 gravés en 40 nm par TSMC. Il serait la puce quatre cœurs consommant le moins d’énergie sur le marché selon le fabricant. La puce adopte en outre une fonctionnalité équivalente au Turbo Boost d’Intel et au Turbo Core d’AMD : l'Adaptive Overclocking,
| Modèle     | Cœurs | Fréquence | Fréquence             | Cache | Cache     | Mult. | Tension | Révision (Sspec) | TDP    | Bus            | Socket   | Référence | Commercialisation | Commercialisation | Commercialisation |
| Modèle     | Cœurs | Défaut    | Adaptive Overclocking | L1    | L2        | Mult. | Tension | Révision (Sspec) | TDP    | Bus            | Socket   | Référence | Début             | Fin               |                   |
| ---------- | ----- | --------- | --------------------- | ----- | --------- | ----- | ------- | ---------------- | ------ | -------------- | -------- | --------- | ----------------- | ----------------- | ----------------- |
| Nano L4x00 |       |           |                       |       |           |       |         |                  |        |                |          |           |                   |                   |                   |
| L4700      | 4     | 1,2 GHz   | 1,46 GHz              |       | 2 × 2 Mio |       |         |                  | 27,5 W | V4 - 1 333 MHz | NanoBGA2 |           | 3e trim. 2011     |                   |                   |

## Produits équipés

### Netbooks
- Samsung NC20 (en) (Nano U2250)
- Dr. Mobile - Freestyles 1300n[23] (Nano U2250)
- Tsinghua Tongfang Imini[24] (Nano U2500)

### Nettops
- Shuttle 
  - XS29 (Nano L2200)
  - XS29F (Nano U1700)
- Zotac
  - Zbox Nano-VD10 (Nano X2 U4025)

### Serveur
- Dell XS11-VX8[25],[26] (Nano U2250)
- Dell DCS (Nano U2250)

### Carte mère
- EPIA-M830
  - M830-10VE
  - M830-13 V
- EPIA-M840
  - M840-12E
  - M840-16
- EPIA-M850

## Concurrence
De par ses caractéristiques, le Nano série Ux000 entre en concurrence directe avec l'Atom d'Intel grâce entre autres à son TDP bas. Il s'en distingue cependant sur de nombreux points. Tout d'abord son die de 63 mm2 est plus grand que celui de l'Atom Diamondville mais équivalent aux Pineview qui incorporent par contre le Northbridge. Son architecture superscalaire avec instructions out-of-order lui permet d'être plus performant que l'Atom (architecture in-order) mais au détriment d'une consommation électrique plus élevée. Le Nano se distingue aussi par l'inclusion des instructions VIA Padlock permettant un cryptage matériel, au point même de surclasser un Core 2 Extreme QX9770. Enfin le VIA Nano n'est pas soumis à des limites matérielles comme l'Atom, qui fut un moment cantonné aux dalles inférieures ou égales à 10 pouces. C'est la raison pour laquelle Samsung a préféré le Nano pour son NC20 équipé d'une dalle 12 pouces.

A contrario les modèles de la série Lx000 sont moins intéressants. Ils présentent un TDP qui les place face aux modèles Consumer Ultra-Low Voltage (en) et autres modèles pour portables (Core 2 série (S)Px000) et Céleron et qui s'avèrent plus performants.

## Galerie d'image

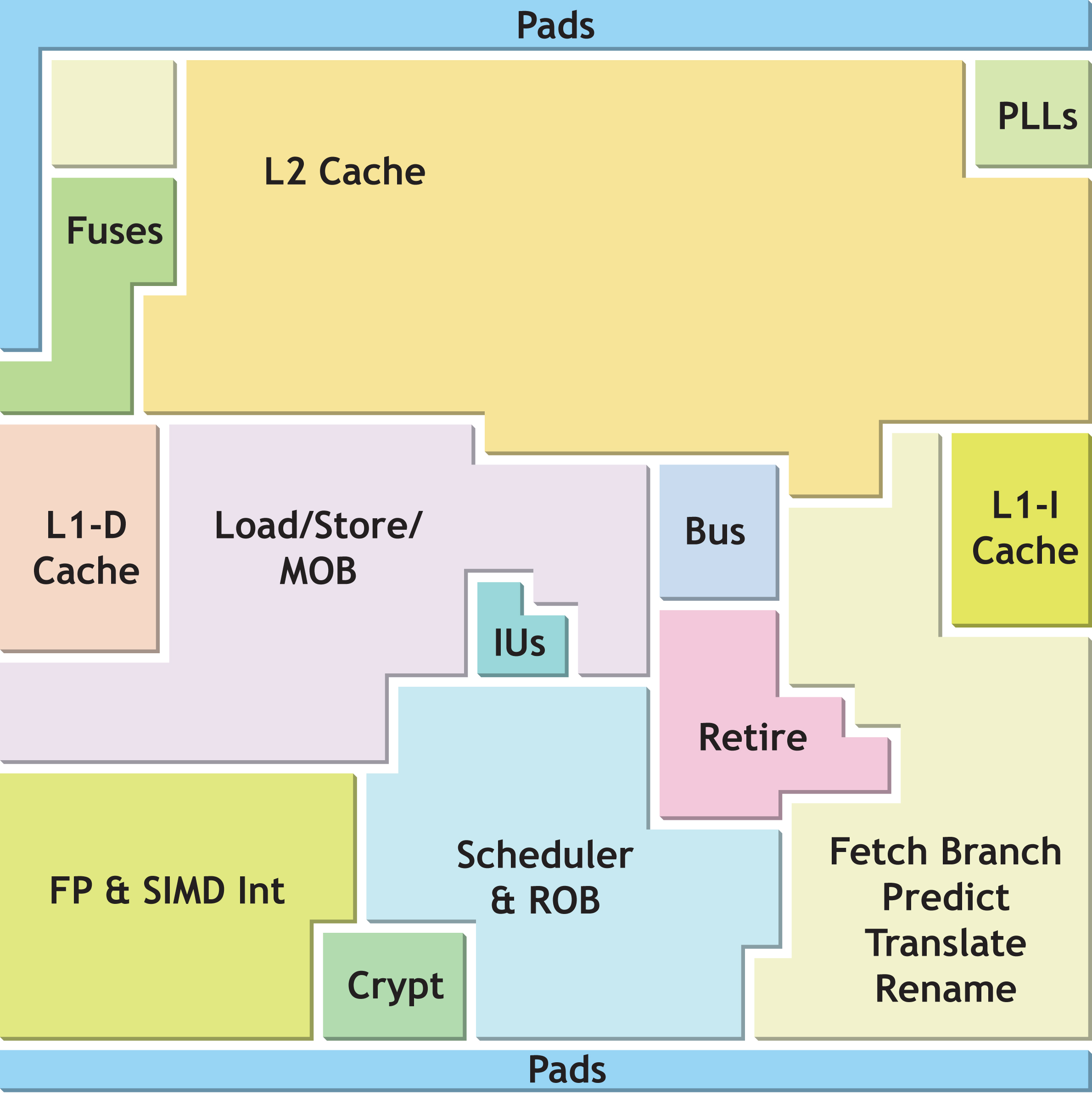
Schéma du die
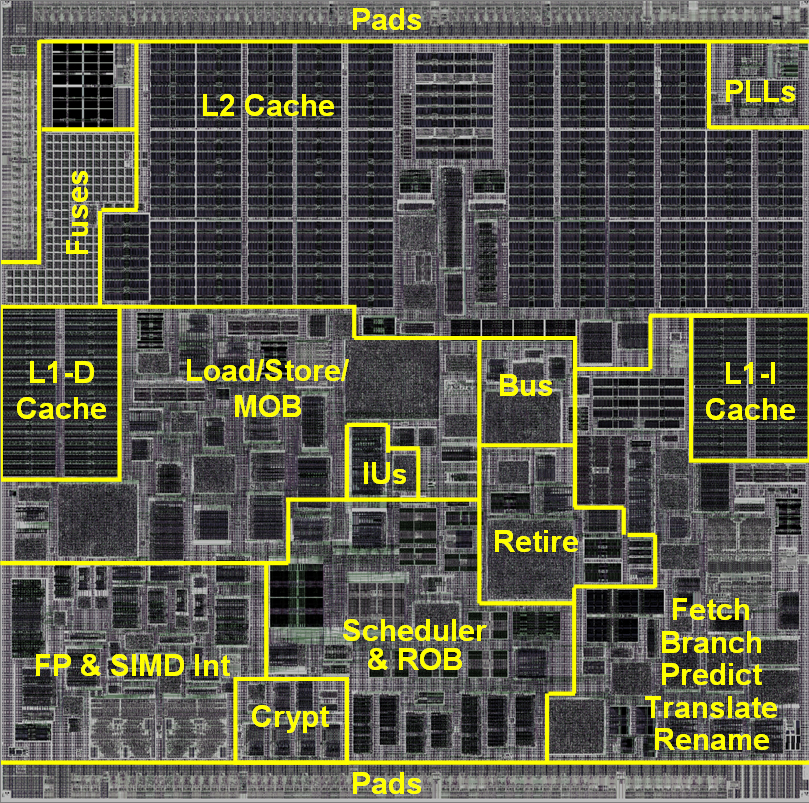
Photo du die
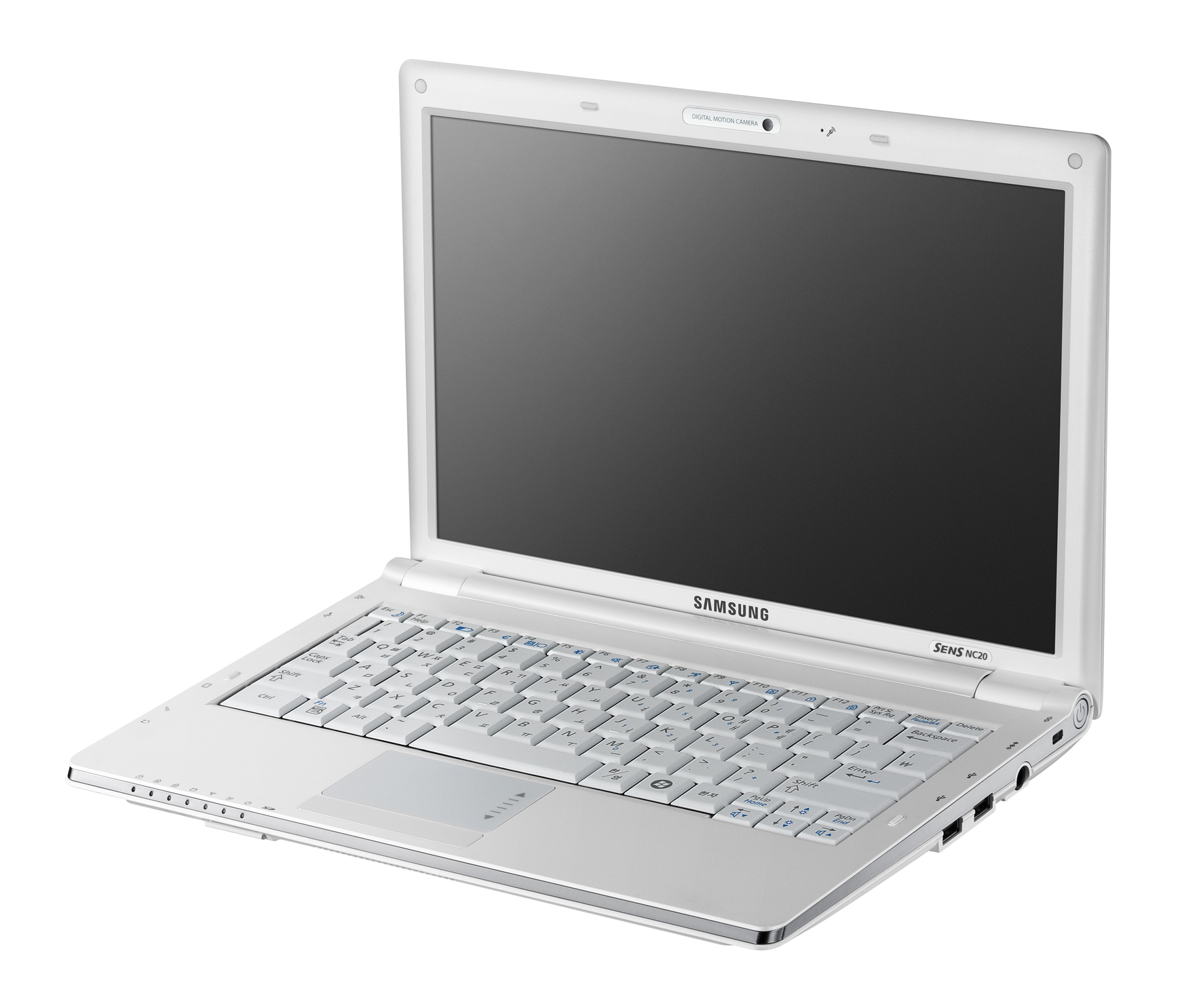
Samsung NC20
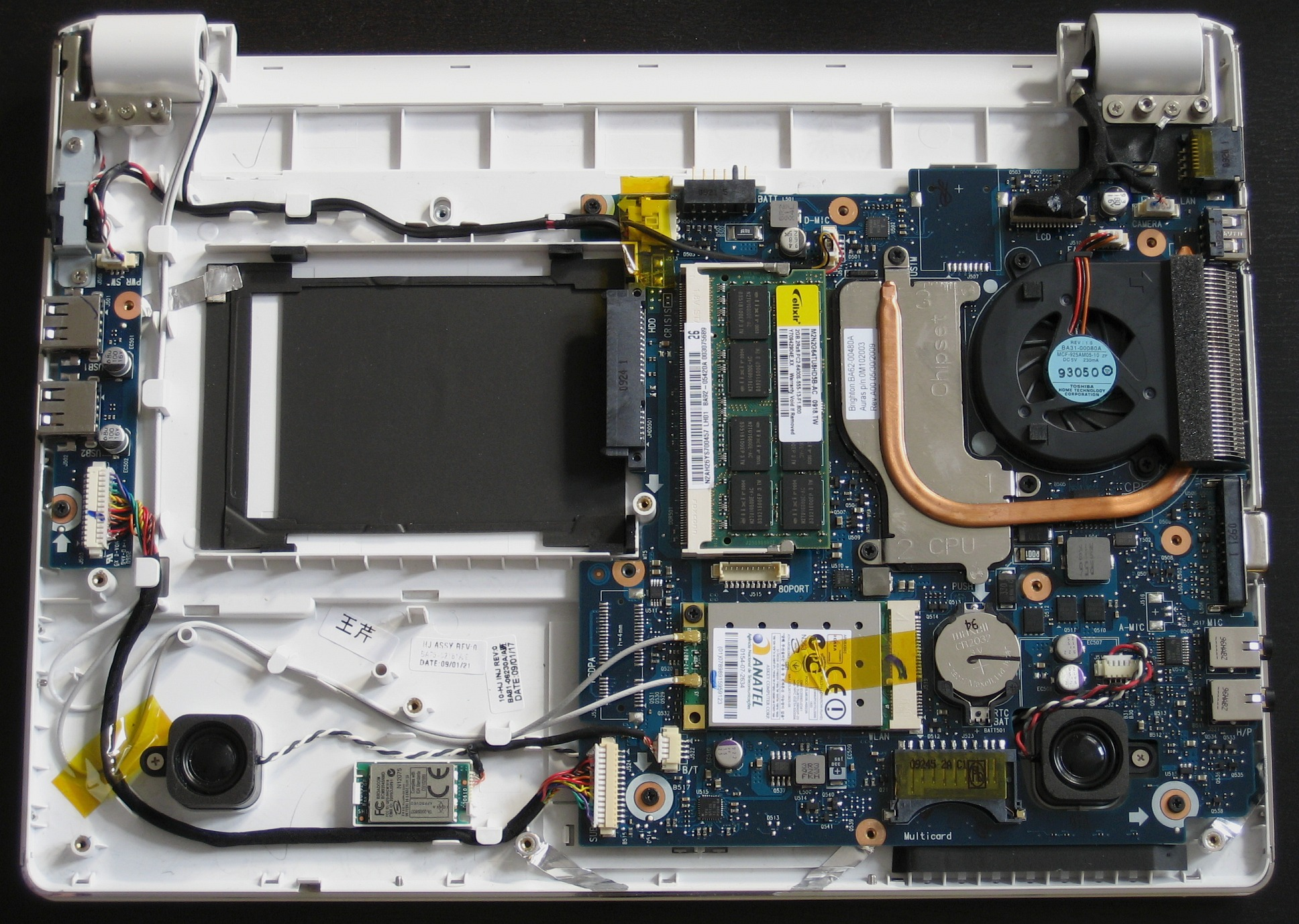
Vue sur les composants du Samsung NC20
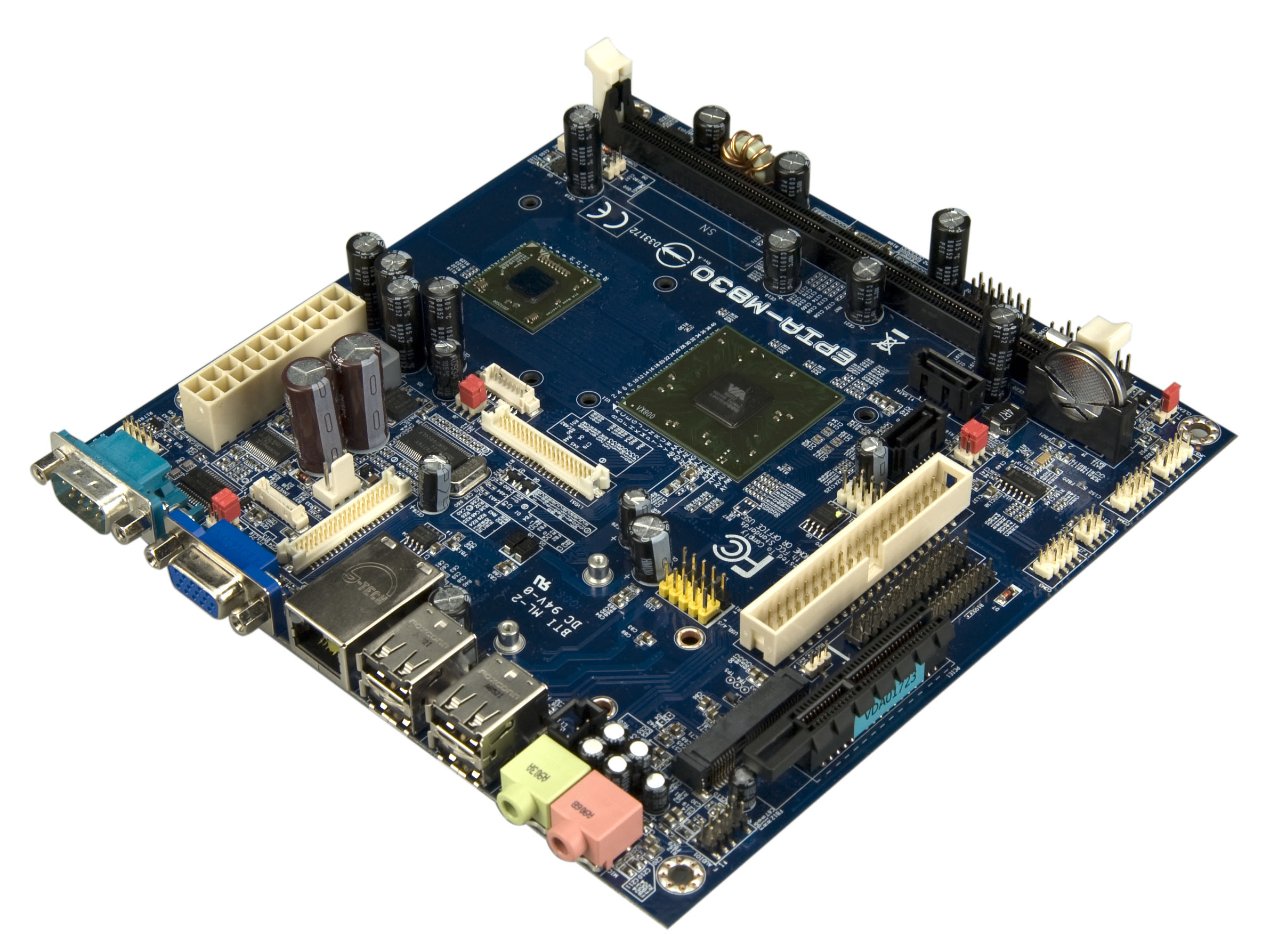
VIA EPIA-M830
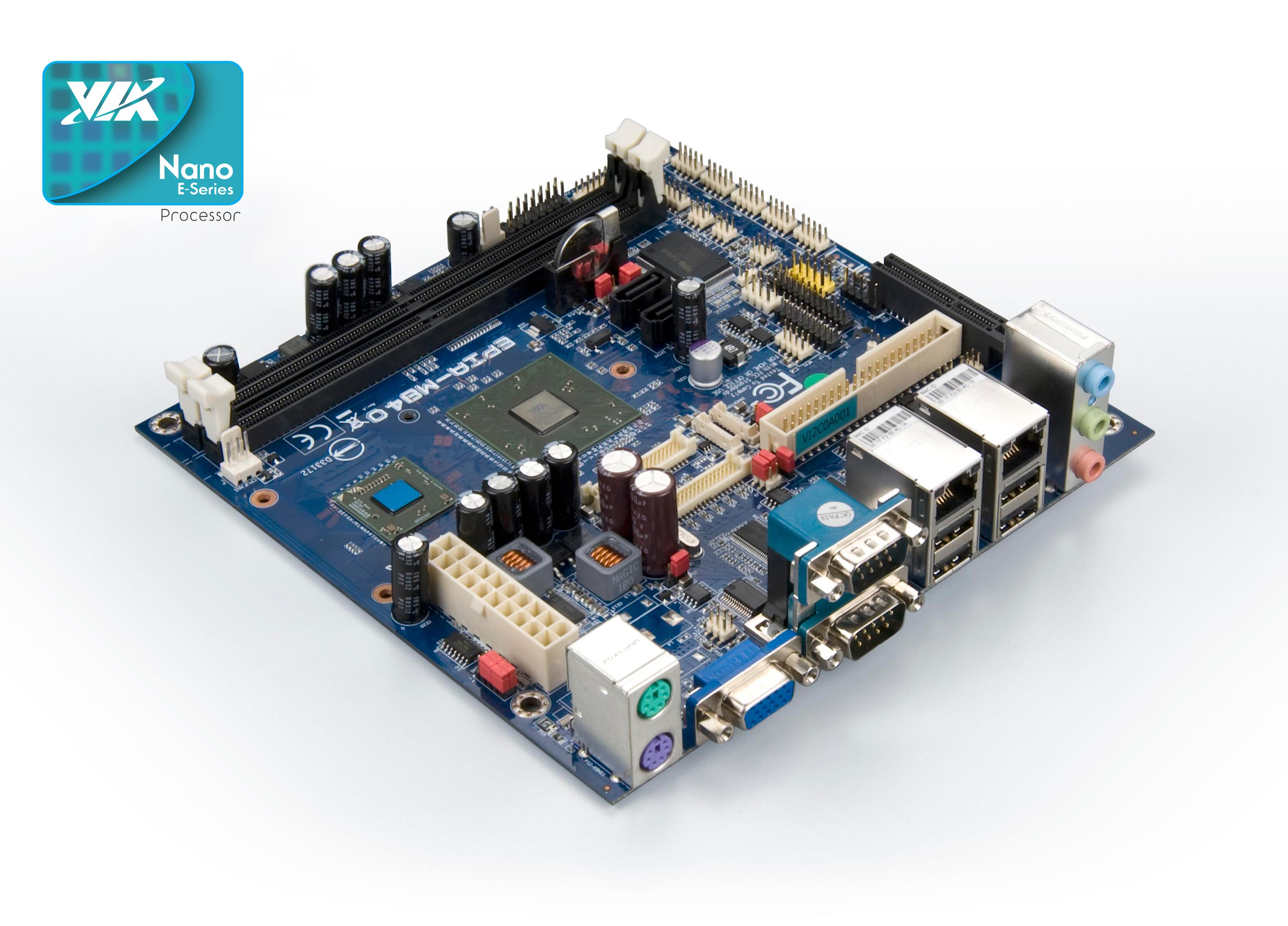
VIA EPIA-M840